# القيادة (تشكيل عسكري)

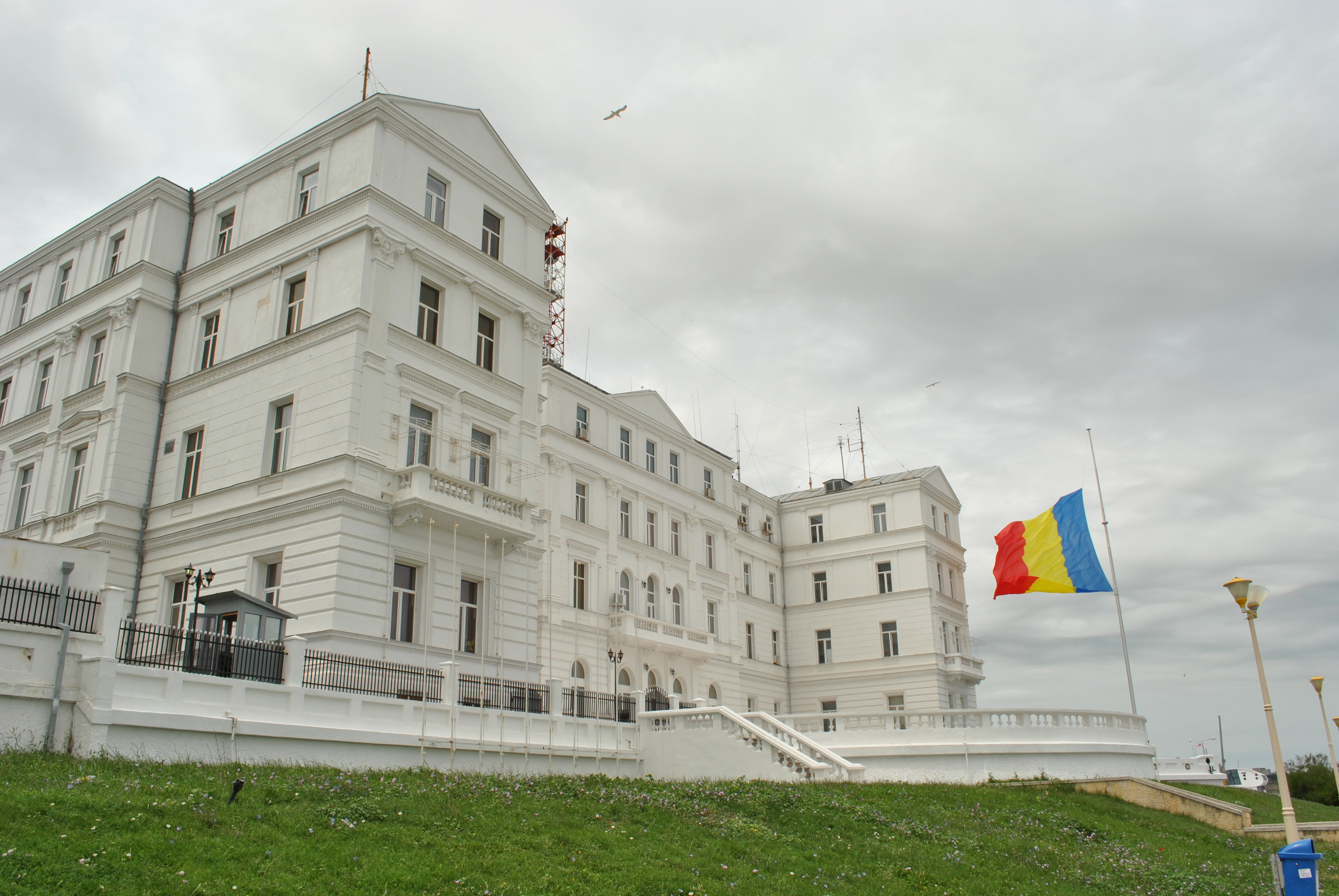
مبنى القيادة البحرية الرومانية على البحر الاسود : كمثال للرمزية الضرورية التي تمثلها القيادة
يظهر بشكل جلي الانحياز باتجاة التفخيم و التعظيم في المباني من هذا النوع لكي تعكس الهيبة و الرمزية المرجوة من القوة العسكرية (تحت قيادة قوية) و علم حر

القيادة في المصطلحات العسكرية هي وحدة تنظيمية يكون القائد العسكري مسؤولاً عنها. عادة ما يتم تعيين القائد على وجه التحديد لهذا الدور من أجل توفير إطار قانوني للسلطة الممنوحة. يتمتع الضباط البحريون والعسكريون بالسلطة القانونية بموجب تفويض الضباط، لكن المسؤوليات وامتيازات القيادة المحددة مستمدة من نشر التعيين.
التعريف ذو الصلة لـ «القيادة» وفقًا لوزارة الدفاع الأمريكية هو كما يلي:

## ملحوظات
1. ↑  United States Department of Defense، Department of Defense Dictionary of Military and Associated Terms, "نسخة مؤرشفة". مؤرشف من الأصل في 2016-10-10. اطلع عليه بتاريخ 2021-08-22.{{استشهاد ويب}}:  صيانة الاستشهاد: BOT: original URL status unknown (link)